# Iberisch varken

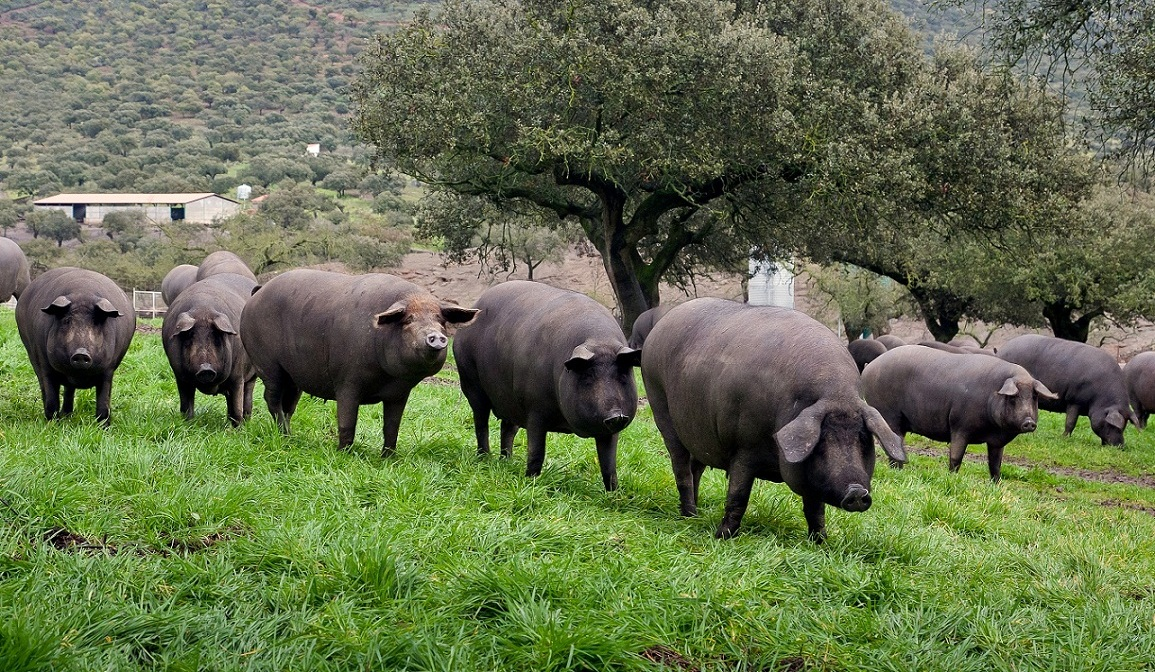

Het Iberisch varken is een donkerkleurig varken dat zijn oorsprong kent op het Iberisch Schiereiland.
Deze varkens zijn het meeste gekend omwille van de delicatesse Ibericoham. Deze hammen bestaan uit de poot en de bil van het dier, dat vervolgens gezouten en gedroogd wordt. Bij de hoogste kwaliteit van Iberisch varkensvlees genieten de varkens van een relatief vrije uitloop.
Kenmerkend is ook hun voeding, die voornamelijk bestaat uit eikels.